# Liz i Dick
Liz i Dick (ang. Liz & Dick) – amerykański film biograficzny z 2012 roku w reżyserii Lloyda Kramera.
Światowa premiera filmu miała miejsce 25 listopada 2012 roku na antenie Lifetime.

## Fabuła
Początek lat 60. Na planie gigantycznej produkcji „Kleopatra” spotykają się piękna Elizabeth Taylor (Lindsay Lohan) oraz charyzmatyczny Richard Burton (Grant Bowler). Wybucha między nimi namiętny i burzliwy romans, który wzbudza zainteresowanie całego świata.

## Obsada
- Lindsay Lohan jako Elizabeth Taylor
- Grant Bowler jako Richard Burton
- Theresa Russell jako Sara Taylor
- David Hunt jako Ifor Jenkins
- Bruce Nozick jako Bernard
- Tanya Franks jako Sybil Burton
- Andy Hirsch jako Eddie Fisher
- Charles Shaughnessy jako Anthony Asquith
- David Eigenberg jako Ernest Lehman
- Creed Bratton jako Darryl Zanuck
- Taylor Ann Thompson jako 10-letnia Kate Burton
- Trevor Thompson jako 7-letni Christopher Wilding
- Brian Howe jako Joseph L. Mankiewicz

i inni